# Izumi Shimada
Izumi Shimada es un profesor japonés-estadounidense de antropología y arqueología en la  Universidad del Sur de Illinois Carbondale (SIUC) y académico destacado del  año 2007 con intereses de investigación en la arqueología de culturas prehispánicas en los Andes, incluida la civilización inca,  la tecnología y organización de la producción artesanal, el análisis funerario,  la arqueología experimental,  el papel de la ideología y la organización religiosa en las civilizaciones o desarrollos culturales y la interacción ecología-cultura.
Nació en 1948 en la ciudad de Kioto, Japón; luego en 1964 con 16 años se mudó junto con sus padres a los Estados Unidos. Se especializó en antropología en la Universidad Cornell (BA 1971), donde se interesó en la antigua civilización andina precolombina y la arqueología experimental bajo la tutela de los profesores John V. Murra y Robert Ascher, respectivamente. Luego de hacer dos temporadas en 1973 y 1975 de trabajo de campo arqueológico en la ciudad moche de Pampa Grande (600-750 d. C.) en la costa norte del Perú llevaron a su doctorado en antropología de la Universidad de Arizona en 1976. 
Desde el año 1978 ha dirigido el Proyecto Arqueológico Sicán, enfocándose en el desarrollo, la tecnología, la religión y otros aspectos de la cultura Sicán en la costa norte del Perú. Los resultados del proyecto formaron las bases del actual Museo Nacional de Sicán en la localidad de Ferreñafe, Lambayeque en Perú, que se inauguró en 2004. Se le reconoce como el descubridor del Señor de Sicán de la cultura Lambayeque en el complejo Arqueológico de Batán Grande(Moche: Sicán).
En 2003, Shimada inició la investigación interdisciplinaria sobre las bases sociales y el contexto paleo-ambiental del centro religioso prehistórico de Pachácamac , en las afueras de Lima. El gobierno ejecutivo en 2003 y el Congreso en 2006, de Perú, le otorgaron medallas de honor por su contribución al conocimiento y la comprensión cultural e histórica del Perú.
En 2019, el emperador de Japón, Naruhito, le otorgó a Shimada la " Orden del Tesoro Sagrado ", un premio creado en 1888 que reconoce logros distinguidos. 